# Jamie Hyneman
James Franklin Hyneman (Marshall, 25 settembre 1956) è un conduttore televisivo statunitense e uno dei presentatori del programma MythBusters.

## Biografia
Hyneman è nato a Marshall e si è trasferito in Columbus. Descrivendo i suoi primi anni di vita, Hyneman disse "Ero un bambino problematico, sicuramente. Andai via casa a 14 anni facendo l'autostop per tutto il paese".
Conseguì la laurea di lingua russa nell'Università dell'Indiana. La sua carriera lavorativa è caratterizzata da numerosi mestieri, come attività subacquee, esperto in sopravvivenza, capitano di imbarcazioni, linguista, proprietario di negozio d'animali, meccanico, ispettore di cemento, chef. Apparentemente ha un caso delicato di acrofobia, come menzionato in uno degli episodi di MythBusters.
Si occupa poi di effetti speciali e diventa noto come conduttore della trasmissione televisiva MythBusters.
È anche proprietario della M5 Industries di San Francisco, ovvero il laboratorio di effetti speciali in cui è registrato Miti da sfatare. È anche conosciuto dai fan di Robot Wars grazie al suo robot Blendo, il quale, per un periodo, fu giudicato troppo pericoloso per l'entrata in competizione. È anche il progettista del sistema di telecamere Wavecam. Il 16 maggio 2010 ha ricevuto un dottorato onorario in ingegneria dall'Università di Villanova in Pennsylvania. È apparso nella quindicesima puntata dell'ottava stagione della serie televisiva CSI Las Vegas.